# Venice Bitch
Venice Bitch è un singolo della cantante statunitense Lana Del Rey, il secondo estratto dal sesto album in studio Norman Fucking Rockwell! e pubblicato il 18 settembre 2018.

## Video musicale
Il video musicale del brano è stato diretto dalla sorella della cantante, Chuck Grant.

## Tracce
1. Venice Bitch – 9:36 (Elizabeth Grant, Jack Antonoff)

## Classifiche
| Classifica (2018)      | Posizione massima |
| ---------------------- | ----------------- |
| Regno Unito (download) | 76                |